# Soureth
Le néo-araméen du Nord-Est, ou soureth (en syriaque : ܣܘܪܬ), est un dialecte de l'araméen. C’est une langue sémitique parlée aujourd’hui par les communautés chrétiennes et ethniques assyrienne-chaldéenne-syriaques d’Irak, d’Iran, de Syrie et du sud-est de la Turquie.
Il reste également parlé par les Juifs originaires de la plaine de Ninive et du Nord de l'Irak qui ont émigré en  Israël entre 1949 et 1952. Le nombre de ses locuteurs, dans ces régions et dans le monde entier, varie, selon les estimations, entre 500 000 et deux millions de personnes.

## Origine
Le cœur de son territoire est le nord du Croissant Fertile (en particulier le nord de l’Irak et de la Syrie, le nord-ouest de l’Iran et le sud-est de la Turquie). Tous les locuteurs de cette langue (ou dialecte), où qu’ils soient (Amérique, Europe, Australie, Moyen-Orient, etc.), peuvent faire remonter leurs ancêtres au nord de l’ancienne Mésopotamie (c’est-à-dire au nord de l’Irak moderne), le cœur de l’ancien empire assyrien qui avait Ninive pour capitale : le mot « Soureth » dérivé de « Assurit » signifie « Assyrien ».

## Évolution

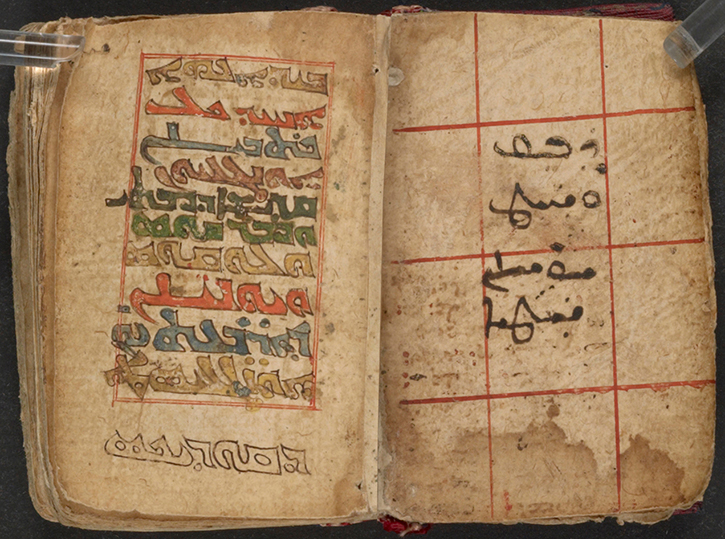
L'Evangéliaire assyrien du XVIIIe siècle de la région d'Ourmia en Iran.

Cette région a été le théâtre de plusieurs bouleversements et de nombreuses invasions, en particulier perse (aryenne), arabe et turque.
Le soureth est très différent de la langue akkadienne (écrite en caractères cunéiformes et qui peut être déchiffrée aujourd’hui). L'akkadien, langue sémitique orientale, paraît avoir disparu comme langue vivante plusieurs siècles av. J.-C. et avoir été remplacé dans toute la Mésopotamie par l'araméen, langue sémitique du groupe « occidental » (nord-occidental en particulier, comme l'hébreu et le phénicien).
Le soureth a ensuite emprunté beaucoup aux langues des envahisseurs au cours des siècles (perses, arabes, turcs).
Par exemple, la conjugaison en soureth a été fortement influencée par les langues aryennes, et a une position particulière au sein des langues sémitiques, différente de celle de l’arabe et de l’hébreu notamment.
Mais encore, le vaste territoire que représentait l’Empire néo-assyrien a vu l’émergence d’un grand nombre de dialectes locaux très différents, sans inter-compréhension possible entre leurs locuteurs. Parmi ces dialectes on peut citer l’araméen biblique, le soureth d’Iran, le samaritain, le mandéen, le syriaque classique.